# Sketch
Sketch är ett kort drama eller pjäs med komisk slutpoäng, framställd i revyer eller radio- och TV-program. Det är även vanligt även på fester, där skådespelarna framställer de anhöriga i olika situationer. Sketcher är betydligt kortare och kan läggas efter varandra, utan en röd tråd i berättandet. Sketcher har även mer excentriska karaktärer än längre produktioner.
Sketcher kan vara ett tacksamt format att arbeta med, i jämförelse med en komedi där handlingen måste vara längre och en mer grundläggande struktur. I en sketch kan man istället arbeta med mer grunda och inte för omfattande manus. Sketcher kan vara ett bra sätt för professionella att pröva sina idéer på. Många rollfigurer har startat som sketcher i olika produktioner, och många rollfigurer blir stark förknippade med upphovsmannen eller aktören bakom. En sketchföreställning kan ha en högre intensitet än till exempel en komisk pjäs eller revy. 
Ordet kommer via engelskan och ursprungligen från italienskans skizzare ('teckna', 'stänka'). Det är etymologiskt identiskt med ordet skiss.

## Längre sketchproduktioner
- Hasse och Tage
- Reuter & Skoog
- Lorry / Yrrol / Lyrro
- Little Britain
- Hey Baberiba
- Allt möjligt
- Tornado – en tittarstorm
- Monty Pythons flygande cirkus
- GladPack